# Кот, Пьер Жюль
Пьер Жюль Кот (фр. Pierre Jules Cot; 20 ноября 1895[…], Гренобль — 21 августа 1977[…], Куаз-Сен-Жан-Пье-Готье) — французский политический деятель, радикал.
По образованию — юрист. В 1920-х годах Кот был сторонником Аристида Бриана. Депутат Национального собрания от партии радикалов и радикал-социалистов (1928—1940).
В декабре 1932 года назначен заместителем министра иностранных дел в правительстве Жозефа Поля-Бонкура. В 1933—1934 и 1936—1938 годах министр авиации (в правительствах Эдуара Даладье, Камиля Шотана и Леона Блюма), в марте 1938 — мае 1939 года министр торговли. Президент Международной конференции мира с 1936 по 1940 год.
В мае 1940 года премьер-министр Поль Рейно отправил Кота в миссию по закупке вооружений из Советского Союза (который уже посещал в 1933 году), но оккупация Франции фашистской Германией в июне 1940 года перечеркнула это задание и вынудила эмигрировать в Великобританию.
Согласно мемуарам де Голля, создававшего движение «Сражающаяся Франция», Пьер Кот, потрясенный событиями, умолял использовать его на какой угодно работе, «хоть подметать лестницу». Однако де Голль, хотя и очень нуждался в это время в помощниках, посчитал невозможным, ввиду его известных левых взглядов, дать ему какой бы то ни было пост, и Кот отправился дальше в США.
В 1944—1945 годах член Временной консультативной ассамблеи в Алжире. В 1945 году депутат Учредительного собрания. В 1946—1958, 1964—1968 годах Национального собрания от «Союза прогрессивных республиканцев», близкого к коммунистам.
Пьер Кот — один из организаторов «Движения сторонников мира», член Бюро ВСМ, один из трёх председателей Международной ассоциации юристов-демократов. Лауреат Международной Сталинской премии «За укрепление мира между народами» (1953).
В 1960—1969 годах заведующий отделом социологии права и международных отношений в Высшей школе научных исследований в Париже. С июля 1951 по январь 1962 года ответственный редактор международного журнала «Оризон» («Horizons»; русское издание — «В защиту мира»).
Саркастически упомянут в 3-м томе «Архипелага Гулаг» Александра Солженицына.